# Arjun Gupta
Arjun Gupta (Tampa, Florida) es un actor y productor estadounidense de ascendencia india conocido por su papel en las series Nurse Jackie y The Magicians.

## Biografía
Nacido y criado en Tampa, Florida. El vivir en India con su familia durante un año le empujó a querer seguir con la interpretación. Ese tiempo en India también le impulsó a cofundar el teatro multietnico en California llamado Ammunition Theater Company.
Arjun siempre quiso ser actor, sueño que le llevó a Nueva York para comenzar a participar en cástines. Estudió en la New York University’s Tisch School of the Arts. 
También es copropietario de American Desis, un pódcast donde se habla y se investiga sobre lo que significa ser sudasiatico en los Estados Unidos.
Su primer rol fue en el piloto de Redemtion Falls en 2008 y lo siguió un cameo en Fringe y un pequeño papel en la comedia dramática Motherhood en 2009, que fue su gran debut, junto a Uma Thurman and Minnie Driver. 
Tras esto obtuvo un papel recurrente en la serie Nurse Jackie interpretando a Sam durante 3 temporadas. Por este papel obtuvo un SAG Award junto al resto del elenco.
Después de esta etapa, apareció en dos películas Stand Up Guys (2012) y  HairBrained (2013), y posteriormente en la webserie de Ben Stiller Next Time On Lonny (2014). 
Gupta volvió a la televisión en 2014 obteniendo un papel en la aclamada serie de Shonda Rhimes drama Cómo defender a un asesino, apareciendo en 5 episodios de la primera temporada.
En 2015 apareció en la película de ciencia ficción y horror The Diabolical, que se estrenó en agosto de 2015.
Forma parte del elenco protagonista de la serie de SyFy, Los Magos, basada en las novelas de Lev Grossman, interpretando al mago Penny y donde comparte reparto con Jason Ralph y Stella Maeve.
Arjun mantiene en secreto su vida personal y reside en la ciudad de Nueva York.

## Filmografía
| Año       | Título                     | Personaje               |                                                               |
| --------- | -------------------------- | ----------------------- | ------------------------------------------------------------- |
| 2008      | Redemption Falls           | Tom                     | película para la televisión                                   |
| 2009      | Una mamá en apuros         | Mikesh                  |                                                               |
| 2009      | Fringe                     | chico del MIT           | serie de TV. 1 episodio                                       |
| 2009      | DeSiCiTi                   | Manbir                  | película de TV                                                |
| 2012      | Body of proof              | Raj Patel               | miniserie de TV                                               |
| 2012      | Checked out                | Rajit                   | serie de TV                                                   |
| 2012      | Love, lies and Seeta       | Rahul Mehra             |                                                               |
| 2009-2012 | Nurse Jackie               | Sam                     | Serie de televisión. 35 episodios a lo largo de 3 temporadas. |
| 2012      | Tipos legales              | DJ                      |                                                               |
| 2012      | The female orgasm law      | Arjun                   | cortos                                                        |
| 2013      | Tráfico de bebes           | Dilip                   | película de TV                                                |
| 2013      | Ni un pelo de listo        | Princeton One           |                                                               |
| 2013      | Company Town               | Jack                    | película de TV                                                |
| 2014      | Next time on lonny         | Scott                   | serie de tv                                                   |
| 2014      | bridge and tunnel          | Terry                   |                                                               |
| 2014      | Bedbug                     | Amal                    | corto                                                         |
| 2014      | CSI: Las Vegas             | capitán Jack Ferris     | serie de TV. 1 episodio                                       |
| 2014-2015 | Como defender a un asesino | Kan                     | serie de TV. 5 Episodios                                      |
| 2015      | The Diabolical             | Nikolai                 |                                                               |
| 2015      | French Dirty               | Steve                   |                                                               |
| 2015      | The Walker                 | Michael                 | serie de TV. 3 episodios                                      |
| 2015      | Sin límites                | Eli Whitford            | serie de TV. 1 episodio.                                      |
| 2015-2016 | The Magicians              | William "Penny" Adiyodi | serie de TV. Elenco protagonista.                             |
| 2016      | PARADOXICA                 | Nikhil Sharma           | podcast. 1 episodio.                                          |
| 2016      | Powerhouse                 | Ravi                    | serie de tv. 1 episodio                                       |